# Annelie Paulus
Annelie Maria Paulus (* 30. Mai 1956 in Schmelz) ist eine deutsche Politikerin (CDU).

## Leben
Nach dem Abitur studierte Paulus ab 1977 Germanistik und Geschichte für das Lehramt an Gymnasien. Sie ist Magistra für Alte Geschichte. Im Anschluss an ihr Studium war sie an der Universität des Saarlandes als wissenschaftliche Mitarbeiterin und danach als Bildungsreferentin im öffentlichen Dienst tätig. Ab 1999 arbeitete sie in der freien Wirtschaft.
Paulus ist römisch-katholisch. Sie ist ledig und wohnt in ihrem Geburtsort Schmelz.

## Politik
Der Jungen Union und der CDU gehört Paulus seit 1977 an, außerdem ist sie Mitglied der Frauen-Union. Seit 1986 hat sie einen Sitz im Gemeinderat ihrer Heimatgemeinde Schmelz. Nachdem sie 1999 bei der Landtagswahl den Einzug ins Parlament verpasst hatte, konnte sie im März 2004 für den Abgeordneten Franz-Josef Berg nachrücken. Sie gehörte dort dem Ausschuss für Bildung, Kultur und Wissenschaft, dem Europaausschuss sowie dem Umweltausschuss an. Bei der Landtagswahl im September 2004 trat sie nicht erneut an, so dass sie bereits nach einem halben Jahr wieder aus dem Landtag ausschied.
Paulus kandidierte außerdem 1998 und 2002 über die saarländische CDU-Landesliste für den Deutschen Bundestag.